# Arroyo Leyes
Arroyo Leyes é uma comuna da província de Santa Fé, na Argentina.